# Adenanthera aglaosperma
Adenanthera aglaosperma là một loài thực vật có hoa trong họ Đậu. Loài này được Alston miêu tả khoa học đầu tiên.